# 멜크 수도원

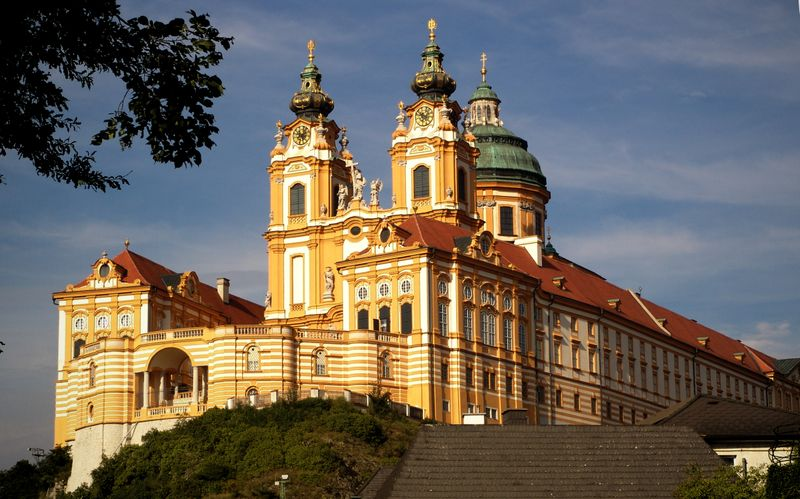
멜크 수도원

멜크 수도원(독일어: Stift Melk)은 오스트리아 니더외스터라이히주 멜크에 있는 베네딕도회 수도원이다. 멜크 수도원은 다뉴브강이 내려다 보이는 바위에 자리잡고 있으며 바하우 계곡에 인접해 있다.

멜크 수도원 - Stift Melk
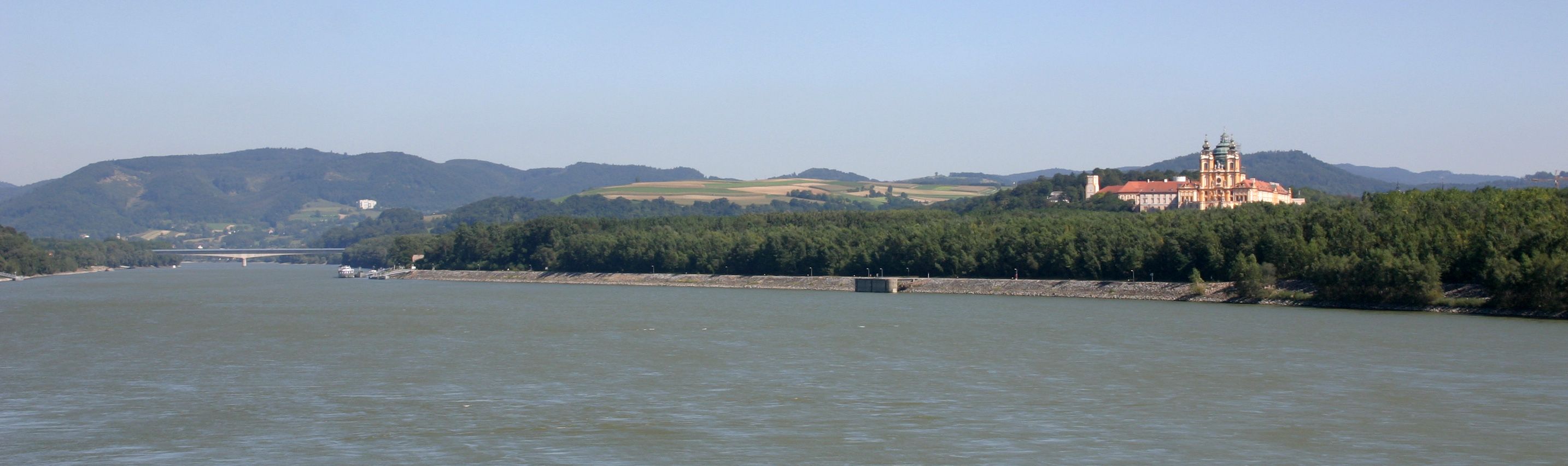
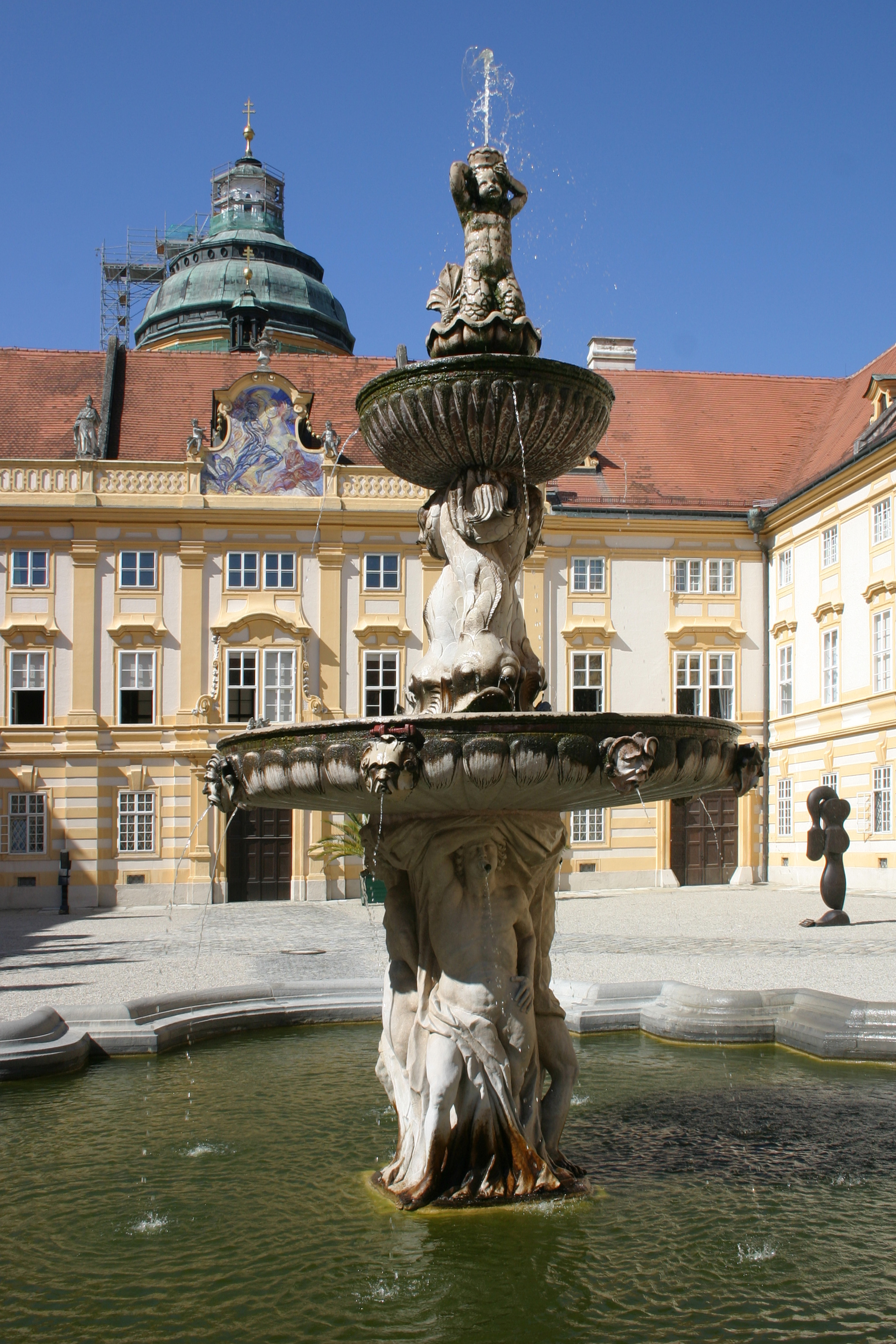
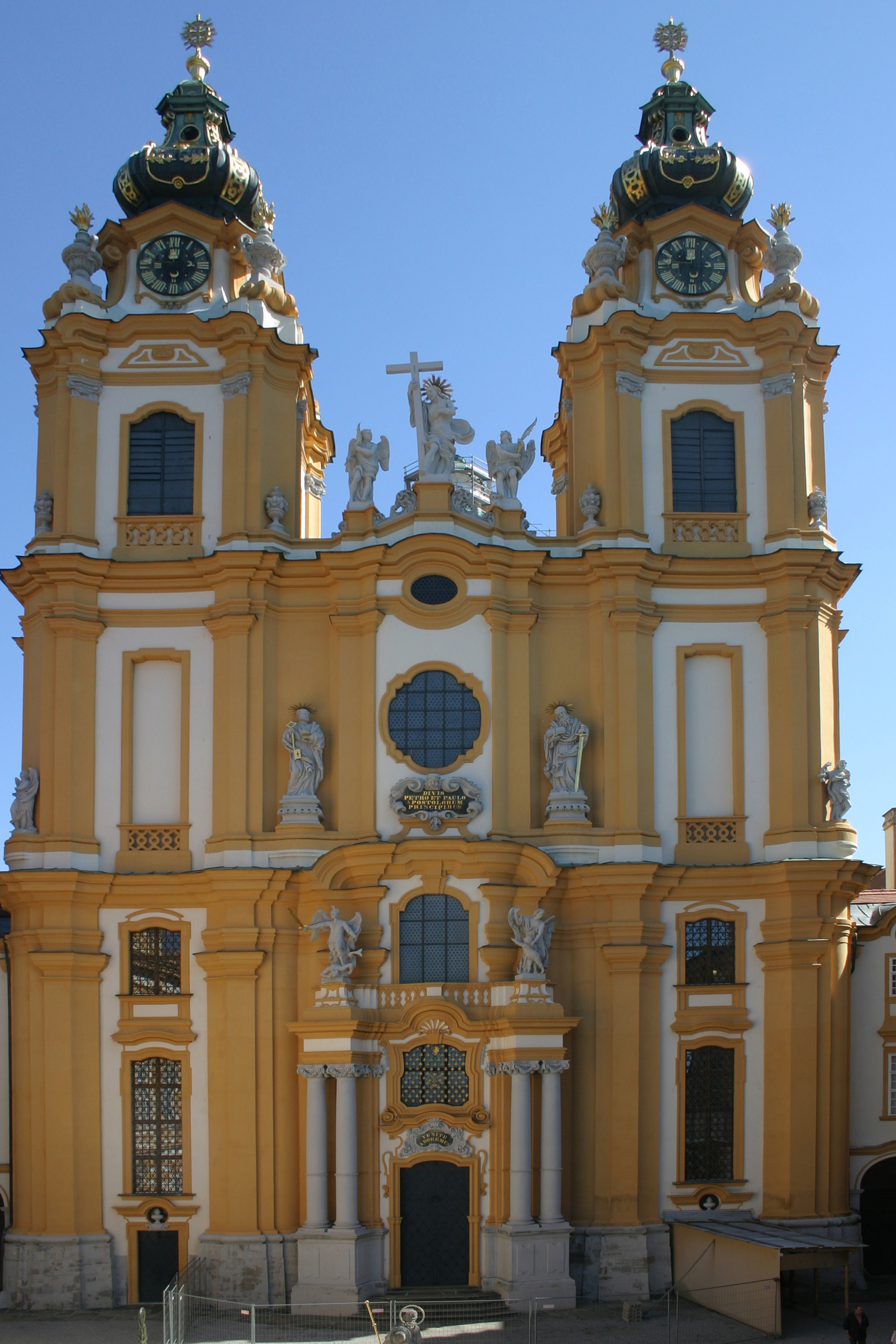
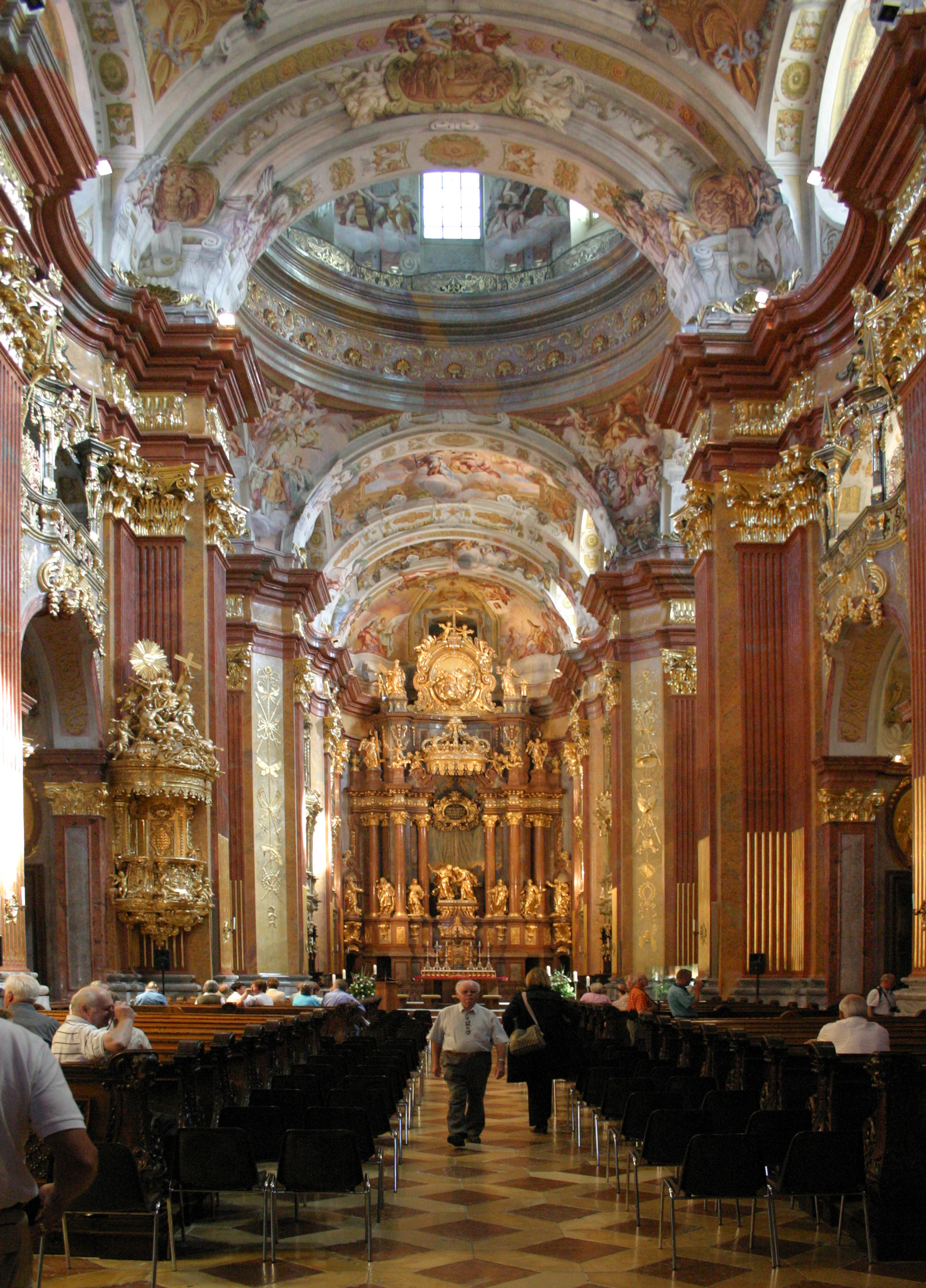
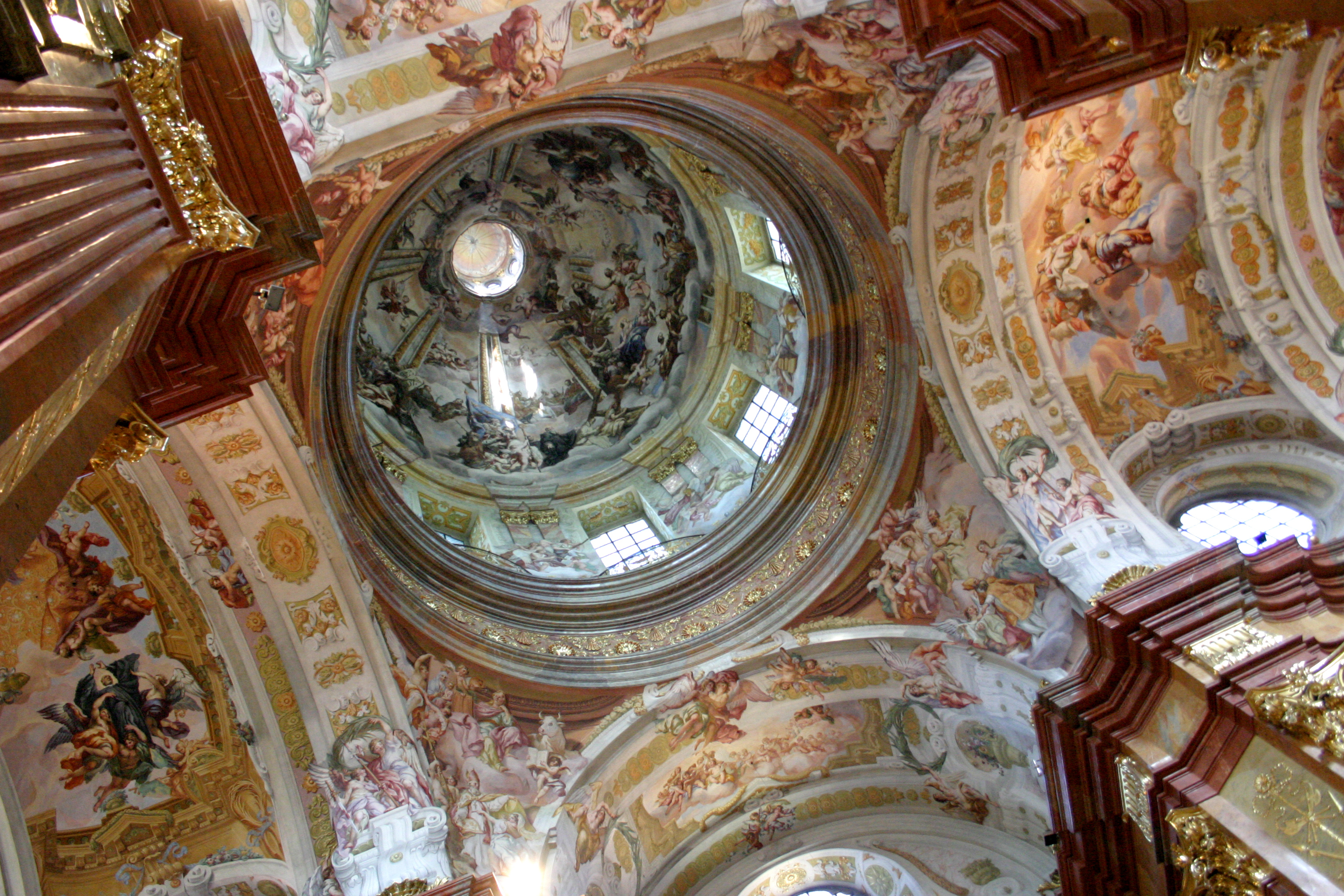
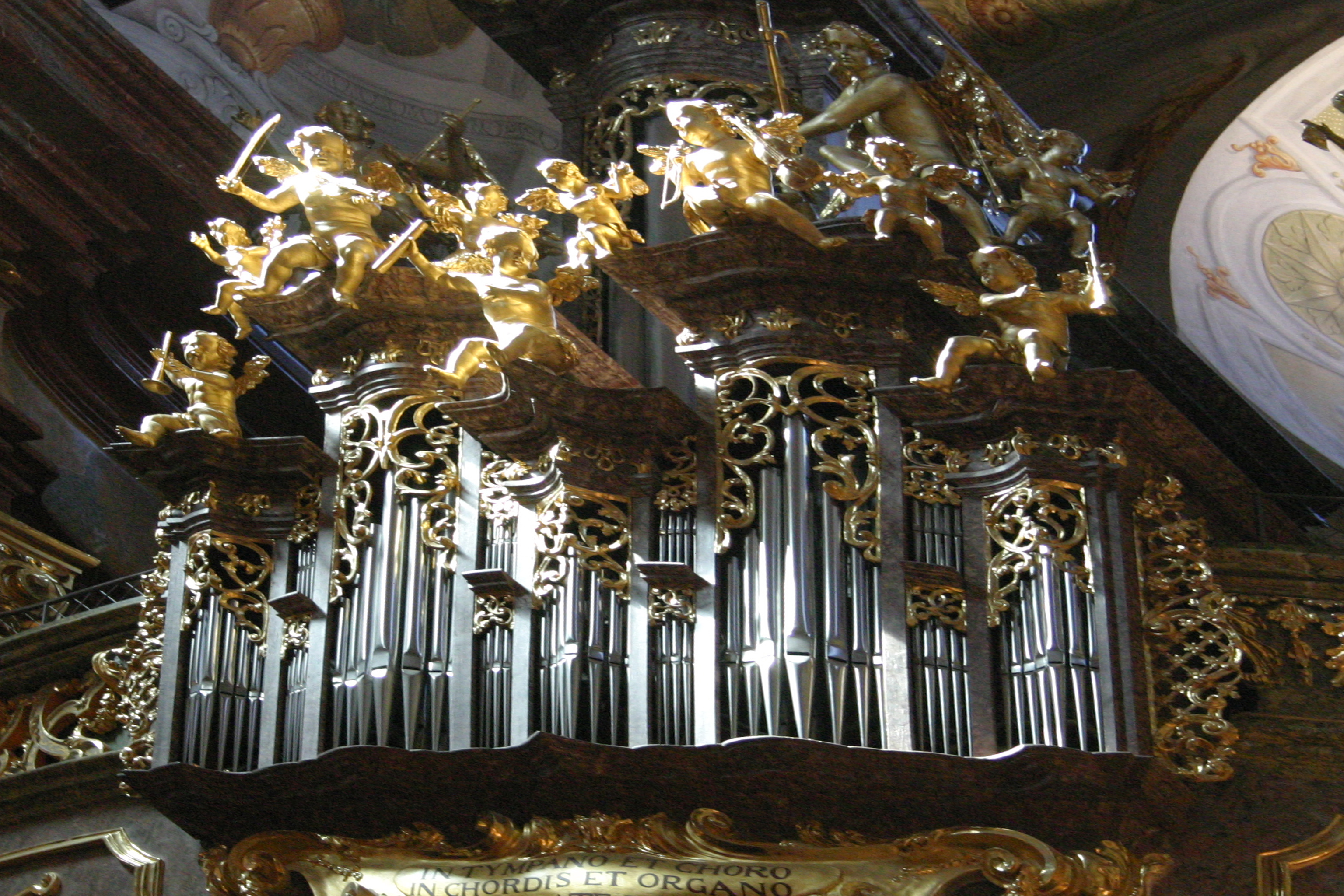